# Angelika Anders-von Ahlften
Angelika Anders-von Ahlften (* 23. Dezember 1949 in Osterode am Harz; † 23. Oktober 2008) war eine deutsche Biophysikerin. 

## Leben
Angelika Anders wurde am 23. Dezember 1949 in Osterode am Harz geboren. Ihre Eltern hatten sich dort als Flüchtlinge eine neue Existenz aufgebaut und betrieben eine Schuhfabrik und später ein Schuhhandelsunternehmen.
Mit dem Ziel, Solotänzerin zu werden, begann Angelika Anders eine entsprechende Ausbildung, die sie bis zum staatlichen Ballettexamen führte. Noch während ihrer Ballettausbildung begann sie ein Doppelstudium in Biologie und Physik an der Universität Hannover. 1977 wurde sie an der Universität Bielefeld mit einer Dissertation zu spektroskopischen Untersuchungen an DNS-Farbstoff-Komplexen mit durchstimmbaren Lasern promoviert. Nach einer Tätigkeit in Dortmund wechselte sie wieder nach Hannover, wo sie sich 1982 habilitierte. Nach Anstellungen als wissenschaftliche Mitarbeiterin und außerplanmäßige Professorin wurde sie 1994 auf eine ordentliche Professur in Hannover berufen.
Seit 1995 war Angelika Anders stellvertretende Vorsitzende der Deutschen Gesellschaft für Lichtforschung. In der Deutschen Gesellschaft für Photobiologie leitete sie ab 2003 die Sektion Photophysik. Seit 1998 gehörte sie der Kommission TC6-48 Typical Minimal Erythema Doses der Internationalen Beleuchtungskommission (CIE) an.
Angelika Anders-von Ahlften verstarb unerwartet am 23. Oktober 2008 im Alter von 58 Jahren.

## Schaffen
Den Schwerpunkt von Angelika Anders’ wissenschaftlicher Tätigkeit bildete der Einsatz von Laserspektroskopie zur Entwicklung biomedizinischer und umweltanalytischer Untersuchungsmethoden zur Beantwortung interdisziplinärer anwendungsbezogener Fragen.
Ihr besonderes Interesse galt der photobiologischen Wirkung von Ultraviolettstrahlung auf die menschliche Haut. Sie konnte zeigen, dass bei Bestrahlung mit Licht aus dem nahen UV-Bereich (UVA-Bereich) die zur Bräunung der Haut erforderliche Dosis geringer ist als diejenige, die einen Sonnenbrand verursacht, während es bei der kürzerwelligen UVB-Strahlung umgekehrt ist. Ein von ihr veröffentlichtes Aktionsspektrum der In-vivo-Erythemwirksamkeit von UV-Strahlung auf menschliche Haut wurde 2002 von der CIE als Alternative zum gültigen Standard empfohlen.
Später verwendete sie optoakustische Methoden zur Bestimmung optischer Eigenschaften der Haut im UV-Bereich; weiterhin forschte sie zur ultraviolett-induzierten Synthese von Vitamin D im menschlichen Organismus.
Weitere Arbeiten betrafen die Fluoreszenzspektroskopie zur Analyse von Wasser, insbesondere zur Abwasseruntersuchung, sowie zum Nachweis von Pestiziden auf Holz und Blättern, den Einsatz der kohärenten Anti-Stokes-Raman-Streuung (CARS) in der Umweltanalytik und die konfokale Raman-Spektroskopie zur Untersuchung von Biofilmen.
Neben ihrer Forschungs- und Fachpublikationstätigkeit wendete sie sich auch an die breite Öffentlichkeit, etwa durch populärwissenschaftliche Veröffentlichungen.

## Veröffentlichungen (Monografien)
- Angelika Anders-von Ahlften: Spektroskopische Untersuchungen an DNS-Farbstoff-Komplexen mit durchstimmbaren Lasern. Bielefeld 1977, OCLC 914859003 (Dissertation, Universität Bielefeld).
- Angelika Anders-von Ahlften: Biophysikalische und photomedizinische Untersuchungen mit durchstimmbaren Lasern. Hannover 1982, OCLC 720703634 (Habilitation, Universität Hannover).
- Angelika Anders-von Ahlften, Hans-Jürgen Altheide: Krebs – Entstehung und Vorbeugung. Thieme, Stuttgart; New York 1986, ISBN 3-13-683601-4.
- Angelika Anders-von Ahlften: Biologische Krebsbehandlung – Erfahrung und Forschung, Möglichkeiten und Grenzen. Hippokrates, Stuttgart 1987, ISBN 3-7773-0813-7.
  - 2. Auflage, TRIAS Thieme Hippokrates Enke, Stuttgart 1991, ISBN 3-89373-169-5.
- Angelika Anders-von Ahlften, Hans-Jürgen Altheide: Laser – das andere Licht: eine Schlüsseltechnologie der Zukunft. TRIAS Thieme Hippokrates Enke, Stuttgart 1989, ISBN 3-89373-085-0.